# Angistri
Angistri, también Agistri y Ankistri o Agkistri (en griego: αγκίστρι, literalmente: "anzuelo") es una pequeña isla y comunidad en el Golfo Sarónico, en la prefectura del Pireo, Grecia. Angistri es además una isla cubierta de pinos a pocos kilómetros del puerto de El Pireo.
Sólo hay tres asentamientos en Angistri - Milos (Megalohori), Skala y Limenaria. Milos (con una población de 461) es el principal pueblo donde la mayoría de la población griega hace vida en la isla. Skala (población 354) esta a veinte minutos de Milos  a lo largo de la carretera de la costa. Skala es donde esta la mayoría de las instalaciones turísticas y hoteles. Limenaria (población 105) es un pueblo muy pequeño en el otro lado de la isla con muy poco turismo. La población de la isla es de 920 habitantes según el censo de 2001 griega. Su superficie es 13,367 km².
Angistri está muy cerca de la mayor isla de Aegina. La isla es accesible desde Egina por diversos barcos en apenas diez minutos. Estos barcos son el Expreso Angistri y un pequeño número de "taxis acuáticos". La isla también está a una hora en barco desde el gran puerto ateniense del Pireo.